# Onychognathus frater
Onychognathus frater là một loài chim trong họ Sturnidae.